# Джозеф Еддісон
Джозеф Еддісон (англ. Joseph Addison; 1 травня 1672 — 17 червня 1719) — англійський письменник-есеїст, публіцист, драматург та політичний діяч партії вігів.
Автор трагедії «Катон» (1713). Разом зі своїм другом і співробітником Річардом Стілом вважається основоположником англійської журналістики. У журналах «Балакун» («The Tattler», 1709—11), «Глядач» («The Spectator», 1711—14), «Опікун» («The Gueardian», 1713) Еддісон культивував жанр стислого сатиричного нарису, що прокладав шлях до англійського реалістичного роману XVIII століття.

## Життєпис
Народився в сім'ї відомого священника, декана собору у Лічфілді Ланселота Аддісона. Після дворічного навчання у Чатерхаузі — привілейованій приватній школі (разом з ним навчався Р. Стіл). З 1687 по 1699 роки навчався в Оксфордському університеті, спочатку в Куїнз-коледжі, потім в Модлін-коледжі. У 1691 став бакалавром. У 1698 вступив до аспірантури Модлін-коледжу, де у 1693 році отримав ступінь магістра.
Після закінчення університету відмовився від церковного сану на користь політики. Він віддав свої симпатії і своє перо партії вігів і залишився відданим їй до останніх днів. Талановитий випускник Оксфорду у цей час вже серйозно займався літературою, вирішивши, що вона допоможе йому і в політичній кар'єрі.
У 1699 році, готуючись до дипломатичної служби, отримав королівський грант у розмірі 200 фунтів для поїздки на континент і з 1699 по 1703 роки подорожував по Європі. У 1704 році, повернувшись до Англії, склав на замовлення уряду поему «Похід» (англ. Campaign) на честь перемоги у Бленхеймській битві. У тому ж році був призначений у комісію з апеляцій, а роком пізніше зайняв місце помічника державного секретаря і опублікував «Подорож по Італії» (англ. Travels in Italy). У 1706 році супроводжував графа Галіфакса у Ганновер з важливою дипломатичною місією. У 1707 році на сцені була поставлена опера Аддісона «Розамунда» (англ. Rosamond), котра не мала успіху. У 1708 році Аддісон був обраний до парламенту і з 1708 по 1710 рік обіймав посаду головного секретаря лорда — намісника Ірландії.
З 1717 року — один із найвпливовіших міністрів уряду вігів. Популярність і значення його були настільки великими, що Джонатан Свіфт зауважив у «Щоденнику для Стелли» про парламентські вибори 1710 року 
| «Вибори містера Аддісона пройшли, так би мовити, гладесенько-рівнесенько, і я гадаю, що якби він надумався пройти в королі, то йому не зважились би відмовити і в цьому». |
У 1717 році Аддісон досяг вершини політичної кар'єри, ставши міністром і членом Таємної ради. Незадовго до смерті він вступив в нещасливу суперечку зі Стілом з приводу проходження у парламенті білля про перство. Стіл склав проти білля памфлет «Плебей» (англ. The Plebeian), Аддісон відповів памфлетом «Старий віг» (англ. The Old Whig).
З 1714 по 1719 рік у Аддісона настав кардинальний спад здоров'я, нібито через нещасливий шлюб, та розрив його стосунків з хорошим другом Річардом Стілом.
Помер Аддісон у себе в Голланд-Гаусі (Лондон) 17 червня 1719 року. Похований у Вестмінстерському абатстві.

## Літературна діяльність

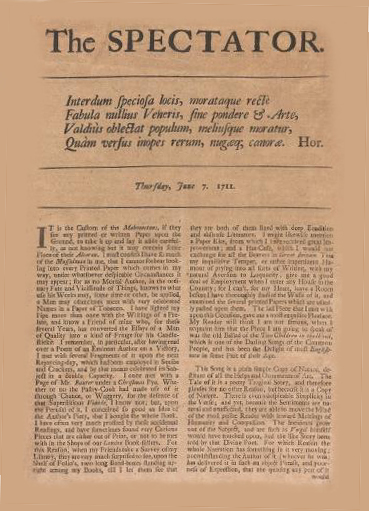
Часопис «Спектейтор» від 7 червня 1711 року

Літературну діяльність розпочав у 90-х pp. XVII ст., одразу заявивши про себе як про прихильника класицистичного смаку. На кінець XVII століття Аддісон — один із найбільших авторитетів у царині класицистичного віршування: його вірші високо цінував Н. Буало. Найзначнішим із ранніх творів Аддісона став «Огляд найбільших англійських поетів» («An Account of the Greatest English Poets», 1694). Характерна особливість цього твору — здатність автора змальовувати того чи іншого «героя» вірша, використовуючи його поетичні прийоми і засоби: урочисто і піднесено — Дж. Мільтона, безпосередньо і доступно — Дж. Чосера і т. д.
У 1699 р. у книжці «Англійські музи» («Musae Anglicanae») — зібранні творів викладачів Оксфорда — опубліковані латиномовні твори Аддісона. Звернення до латині не випадкове — воно спричинене прагненням стати знаменитим в академічному світі. З-поміж латинських поезій особливо цікаві «Опис барометра» («Barometri Descriptio»), створена у манері популярної у той час традиції звернення музи до нових відкриттів у науці, і «Битва між пігмеями та журавлями» («Praelium inter Pygmaeos et Grues commissum») — невелика іроїкомічна поема, що продовжувала традицію гомерівської «Батрахоміомахії» («Війни мишей і жаб»).
З 1699 до 1703 рік Аддісон перебував у Європі. Внаслідок цієї подорожі з'явилися «Нотатки про Італію» («Remarks on the Several Parts of Italy», 1705). За влучним висловом одного із дослідників А. Б. Добре, «Аддісон подорожував не по Італії, а по латинських поемах», оскільки "Нотатки "переповнені цитатами з античних авторів.
Поема «Похід» присвячена перемозі англійської армії під керівництвом герцога Мальборо над французами біля Бленгейма (1704) у війні за Іспанську корону. Центральна тема твору — уславлення Англії, яка несе визволення народам Європи, котрі тепер насолоджуються «англійською свободою». Поема була надзвичайно популярною, її неодноразово перевидавали, перекладали іншими європейськими мовами.
Слава «Походу» певною мірою була зумовлена відходом автора від традиційного жанру епічної поеми. Головним художнім принципом у творі стала правдивість зображуваних подій.
Спадщина Аддісона як драматурга невелика — три п'єси, кожна з яких втілює провідний на той час жанр: опера, комедія, трагедія. Драматургія та есеїстика тісно пов'язані: в журналах Аддісон виклав теоретичні погляди на театр, а в п'єсах намагався втілити їх практично, звертаючи найбільшу увагу на моральні проблеми.
Спираючись на досвід своїх великих попередників, написав лібрето опери «Розамонда» («Rosamond», 1707; музика Т. Клейтона). Перші прем'єри «Розамонди» не мали успіху, оскільки автор не врахував смаків тогочасної публіки —— аристократів, звиклих бачити на сцені веселі походеньки героїв комедії Реставрації і «нісенітницю» (вислів Аддісона) італійських опер. Аддісон, використавши сюжет стародавньої балади про прекрасну і безгрішну Розамонду, вирішив створити «оперу зі смислом», яка би прославляла «радість цнотливого кохання». І тільки після виходу друком опера мала успіх, оскільки значно змінився соціально-культурний склад людей, котрі знайомилися з нею.
Моральна проблема — центральна і в комедії «Барабанщик» («The Drummer of the Haunted House», 1716). Цією п'єсою Аддісон спробував зробити свій внесок і в царину комедіографії — поміж крайнощами комедії Реставрації і «слізливою» комедією Р. Стіла та Сіббера. «Барабанщик» став надзвичайно популярним після смерті автора: Ф. Детуш (1680—1757) переклав п'єсу французькою мовою.
Трагедія «Катон» («Cato», 1713 — перший зразок просвітницької класицистичної трагедії. У ній головний герой — громадянин, для якого громадянські ідеали вищі від особистих почуттів і обов'язків. Сюжет трагедії запозичений з античної історії І ст. до н. є. Катон — останній римський республіканець — веде непримиренну боротьбу з диктатурою Цезаря. Мужність і відвага не покидають його й у важкі хвилини, коли союзники зраджують, гинуть близькі, а Катон кидається на меч, не бажаючи бути «рабом Цезаря».
Сценічна історія трагедії яскраво відобразила суспільно-політичну атмосферу Англії тих років. Безпрецедентний успіх «Катона» значною мірою був спричинений прагненням вігів і торі зробити з трагедії політичний памфлет. Аддісон виступив проти цього, та й лондонська публіка оцінила п'єсу не лише за політичні натяки, що прагнули побачити лідери ворогуючих партій, і в результаті «виграв лише автор» (вислів Томаса Бабінгтона Маколея). Трагедія була надзвичайно популярною, її перекладали багатьма мовами, з'явилося декілька наслідувань і переробок — у Франції Ф. Деман в 1715 р. написав «Катана Утічного», І. Готшед в Німеччині — «Катана, що вмирає» (1731).
В історію світової літератури Аддісон увійшов як есеїст — автор і видавець журналів «Базіка» («Tattler») і «Глядач» («Spectator»). Ці журнали найкраще знайомлять з Аддісоном — літератором, суспільним діячем, просвітником, моралістом. «Базіку» почав видавати Р. Стіл у 1709 p., а Аддісон згодом до нього приєднався. «Глядач» вийшов через два місяці після припинення «Базіки»: перша серія друкувалася щоденно, крім неділі, з 1 березня 1711 р. до 6 грудня 1712 р. (усього 555 номерів), друга — з 18 червня до 15 грудня 1714 р. тричі в тиждень (усього 80 номерів). Журнал виходив великим накладом (понад 3 тис. прим.) і став, за висловом Маколея, «неодмінним атрибутом ранкового чаю в кожному англійському домі». На відміну від більшості тогочасних періодичних видань, «Глядач» уникав політики: його сфера — звичаї, освіта, мистецтво; його мета — просвітництво. Журнал намагався висміяти вади і прославити чесноти, виховати смак і в усьому проповідувати віротерпимість: у «Глядачеві» співпрацювали католики, пуритани, священики англіканської церкви. У першому номері була виголошена позиція всього журналу: «Я живу у світі швидше як глядач, який спостерігає за людьми, аніж як учасник їхнього життя…» Але «Глядач» не був самотнім: у другому номері фігурували члени знаменитого клубу «Глядача» — сер Роджер де Каверлі, сквайр, близький до торі; Ендрю Торгмен, комерсант із Сіті, віг за переконаннями; суддя, офіцер та ін. Такий прийом не був новим — уже наприкінці XVII ст. чимало видавців будували свої журнали у формі діалогу з читачем, відповідей на їхні листи. Головна заслуга Аддісона та Р. Стіла у тому, що в зображенні членів клубу «Глядача» вони значною мірою стали попередниками відкриттів англійських романістів XVIII ст. Недаремно «Глядач» цілком слушно вважається фундаментом, на якому постав англійський просвітницький роман.
Велика кількість номерів журналу присвячена літературі. В есе Аддісон виступив, перш за все, як класицист. Але своєрідність англійського класицизму сформувала і позицію автора «Глядача»: національна література для нього прирівняна у правах до античної. Через те Аддісон присвятив ряд номерів (70, 74, 85) аналізу народних балад, оскільки почуття, висловлені в них, «надзвичайно природні і поетичні, і сповнені тієї величної простоти, якою ми захоплюємося у найбільших поетів давнини». 18 номерів журналу присвячені аналізу «Втраченого раю» Дж. Мільтона — «найбільшого епічного поета». У теоретичних питаннях Аддісон зостався вірним класицистичним принципам і законам (приміром, категорично заперечував змішання жанрів у драматургії), але еволюція поглядів письменника привела до того, що закони класицизму (єдність місця, часу, дії) вже не здаються обов'язковими.